# Oskeruše u Strážnice
Oskeruše u Strážnice je významný strom, jedna ze starých oskeruší (Sorbus domestica) na vinicích u Strážnice.

## Základní údaje
Roste na viniční trati Žebráky, která se rozkládá na ploše zhruba 500–1000 metrů SSZ pod vrcholem Stará hora (340 m n. m.), v roce 2003 byl odhadován věk na 160 let.
Strážnická oskeruše se umístila na třetím místě ankety Strom roku 2003, do které ji přihlásil strážnický občan Jan Hořák. Získala celkem 3907 hlasů.

## Přírodní zajímavosti v okolí
- Přírodní památka Žerotín – výskyt stepní karpatské květeny

### Památné a významné stromy
Kopec Žerotín je známý jako oblast s nejvyšší výskytem starých oskeruší na jihu Bílých Karpat. Roste zde zhruba 20 oskeruší starších 100 let. Oblastí (přímo kolem památných stromů) vede Oskorušová naučná stezka.
- Adamcova oskeruše (~2,0 km ssv.)
- Karlova oskeruše (~1,2 km sv.)
- Lípa u Tatarské (~2,9 km sz.)
- Obecní dřín (~4,6 km v.)
- Špirudova oskeruše (~4,6 km vsv.)
- Tomečkova oskoruša (~4,6 km vsv.)